# Lincoln (Burnett County)
Die Town of Lincoln ist eine von 21 Towns im Burnett County im US-amerikanischen Bundesstaat Wisconsin. Das U.S. Census Bureau hat bei der Volkszählung 2020 eine Einwohnerzahl von 367 ermittelt.
Town hat in Wisconsin eine grundlegend andere Bedeutung, als im übrigen englischsprachigen Bereich. Vielmehr entspricht sie den in den anderen US-Bundesstaaten üblichen Townships, die nach dem County die nächstkleinere Verwaltungseinheit bilden.

## Geografie
Die Town of Lincoln liegt im Nordwesten Wisconsins und wird Im Norden vom Clam River durchflossen, einem linken Nebenfluss des zum Stromgebiet des Mississippi gehörenden St. Croix River, der die Grenze zu Minnesota bildet.
Die geografischen Koordinaten des Zentrums der Town of Lincoln sind 45°51′45″ nördlicher Breite und 92°28′15″ westlicher Länge. Sie erstreckt sich über eine Fläche von 91,1 km², die sich auf 90,1 km² Land- und 1,0 km² Wasserfläche verteilen.
Die Town of Lincoln liegt im westlichen Zentrum des Burnett County und grenzt an folgende Nachbartowns:
|                        | Town of Union                               | Town of Oakland |
| Town of West Marshland | Kompassrose, die auf Nachbargemeinden zeigt | Town of Meenon  |
| Town of Wood River     | Town of Daniels                             | Town of Siren   |

## Verkehr
Durch den Süden der Town of Lincoln verläuft in West-Ost-Richtung der County Highway D. Alle weiteren Straßen sind untergeordnete Landstraßen,  teils unbefestigte Fahrwege sowie innerörtliche Verbindungsstraßen.
Mit dem Burnett County Airport befindet sich rund 10 km östlich ein kleiner Flugplatz. Der nächste Großflughafen ist der Minneapolis-Saint Paul International Airport (16 km südsüdwestlich).

## Bevölkerung
In der Town of Lincoln existieren keine Siedlungen. Die Bevölkerung lebt in einzeln stehenden Häusern verstreut über das gesamte Gebiet.
Nach der Volkszählung im Jahr 2010 lebten in der Town of Lincoln 309 Menschen in 149 Haushalten. Die Bevölkerungsdichte betrug 3,4 Einwohner pro Quadratkilometer. In den 149 Haushalten lebten statistisch je 2,07 Personen.
Ethnisch betrachtet setzte sich die Bevölkerung zusammen aus 93,5 Prozent Weißen, 0,6 Prozent (zwei Personen) amerikanischen Ureinwohnern, 0,6 Prozent Asiaten sowie 1,0 Prozent aus anderen ethnischen Gruppen; 4,2 Prozent stammten von zwei oder mehr Ethnien ab. Unabhängig von der ethnischen Zugehörigkeit waren 1,0 Prozent der Bevölkerung spanischer oder lateinamerikanischer Abstammung.
17,5 Prozent der Bevölkerung waren unter 18 Jahre alt, 63,7 Prozent waren zwischen 18 und 64 und 18,8 Prozent waren 65 Jahre oder älter. 46,3 Prozent der Bevölkerung war weiblich.
Das mittlere jährliche Einkommen eines Haushalts lag bei 42.083 USD. Das Pro-Kopf-Einkommen betrug 23.535 USD. 21,3 Prozent der Einwohner lebten unterhalb der Armutsgrenze.